# Interaction hôte-pathogène
L' interaction hôte-pathogène est définie comme la manière dont les microbes ou les virus se maintiennent dans les organismes hôtes au niveau moléculaire, cellulaire, de l'organisme ou de la population. Ce terme est le plus souvent utilisé pour désigner des micro-organismes causant des maladies, bien qu'ils ne provoquent pas nécessairement de maladies chez tous les hôtes. Pour cette raison, la définition a été étendue à la manière dont les agents pathogènes connus survivent chez leur hôte, qu’ils causent une maladie ou non.
Au niveau moléculaire et cellulaire, les microbes peuvent infecter l'hôte et se diviser rapidement, causant des maladies en étant présents et en provoquant un déséquilibre homéostatique dans le corps, ou en sécrétant des toxines provoquant l'apparition de symptômes. Les virus peuvent également infecter l'hôte avec l'ADN virulent, ce qui peut affecter les processus cellulaires normaux ( transcription, traduction, etc.), le repliement des protéines ou éluder la réponse immunitaire.

## Pathogénicité

### Histoire du pathogène
Vibrio cholera, décrit en détail par Filippo Pacini en 1854, est l’un des premiers agents pathogènes observé par les scientifiques. Ses premières découvertes n'étaient que des dessins de la bactérie, mais jusqu'en 1880, il publia de nombreux autres articles sur la bactérie. Il a décrit les causes de la diarrhée et mis au point des traitements efficaces contre celle-ci. La plupart de ces découvertes sont passées inaperçues jusqu'à ce que Robert Koch redécouvre l'organisme en 1884 et l'associe à la maladie. Giardia lamblia a également été découverte par Leeuwenhoeck dans les années 1600  mais elle n’a pas été jugée pathogène avant les années 1970, lorsqu'un symposium parrainé par l’EPA a été organisé à la suite d’une importante épidémie impliquant le parasite dans l’Oregon. Depuis lors, de nombreux autres organismes ont été identifiés comme agents pathogènes, tels que H. pylori et E. coli , ce qui a permis aux scientifiques de développer des antibiotiques pour lutter contre ces micro-organismes nuisibles.

### Types d'agents pathogènes
Les agents pathogènes comprennent les bactéries, les champignons, les protozoaires, les helminthes et les virus. Chacun de ces différents types d’organismes peut ensuite être classé comme agent pathogène en fonction de son mode de transmission. Cela comprend les éléments suivants: d'origine alimentaire, aérienne, aquatique, sanguine et vectorielle. De nombreuses bactéries pathogènes, telles que Staphylococcus aureus et Clostridium botulinum, d'origine alimentaire, sécrètent des toxines dans l'hôte y provoquant des symptômes. Le VIH et l'hépatite B sont des infections virales causées par des agents pathogènes transmissibles par le sang. Aspergillus, le champignon pathogène le plus répandu, sécrète de l’aflatoxine qui agit comme un cancérigène et contamine de nombreux aliments, en particulier ceux cultivés sous terre (noix, pommes de terre, etc.).

### Méthodes de transmission
Au sein de l'hôte, les agents pathogènes peuvent prendre diverses mesures pour provoquer une maladie et déclencher une réponse immunitaire. Les microbes et les champignons provoquent des symptômes en raison de leur taux élevé de reproduction et de leur invasion des tissus. Cela provoque une réponse immunitaire, entraînant des symptômes communs lorsque les phagocytes décomposent les bactéries présentes dans l'hôte. Certaines bactéries, telles que H. pylori, peuvent sécréter des toxines dans les tissus environnants, entraînant la mort cellulaire ou l'inhibition de la fonction des tissus normaux. Les virus, cependant, utilisent un mécanisme complètement différent pour provoquer une maladie. À leur entrée dans l'hôte, ils peuvent faire l'une des deux choses suivantes. Plusieurs fois, les agents pathogènes viraux entrent dans le cycle de la lyse; c'est à ce moment que le virus insère son ADN ou son ARN dans la cellule hôte, se réplique et finit par provoquer la lyse de la cellule, libérant ainsi davantage de virus dans l'environnement. Le cycle lysogène, cependant, se produit lorsque l'ADN viral est incorporé dans le génome de l'hôte, ce qui lui permet de passer inaperçu du système immunitaire. Finalement, il est réactivé et entre dans le cycle lytique, ce qui lui donne une "durée de vie" indéfinie pour ainsi dire.

## Interactions hôtes basées sur le contexte

### Types d'interactions
En fonction de la manière dont l'agent pathogène interagit avec l'hôte, il peut être impliqué dans l'une des trois interactions hôte-agent pathogène.
Le commensalisme, c'est quand l'agent pathogène bénéficie de l'interaction, alors que l'hôte n'y gagne rien. Bacteriodes thetaiotaomicron en est un exemple. Il se situe dans le tractus intestinal de l'homme mais n'apporte aucun bénéfice connu.
Le mutualisme se produit lorsque l’agent pathogène et l’hôte tirent profit de l’interaction, comme dans l’intestin humain. De nombreuses bactéries contribuent à la dégradation des nutriments pour l'hôte et, en retour, notre corps agit en tant qu'écosystème.
Le parasitisme se produit lorsque l'agent pathogène bénéficie de la relation alors que l'hôte est agressé. Ceci peut être vu dans le parasite unicellulaire comme celui de Plasmodium falciparum qui cause le paludisme chez l'homme.

### Variabilité pathogène chez les hôtes
Bien que les agents pathogènes aient la capacité de causer des maladies, ils ne le font pas toujours. Ceci est décrit comme une pathogénicité dépendant du contexte. Les scientifiques pensent que cette variabilité provient à la fois de facteurs génétiques et environnementaux présents chez l'hôte. E. coli en est un exemple chez l'homme. Normalement, cette bactérie s’épanouit au sein d’un microbiote normal et sain dans les intestins. Cependant, s’il se déplace dans une région différente du tube digestif ou du corps, il peut provoquer une diarrhée intense. Ainsi, bien qu’E. Coli soit classé comme agent pathogène, il n’agit pas toujours comme tel. Cet exemple peut également être appliqué à S. aureus et à d'autres  microbes communs chez l'homme.

## Méthodes actuelles de traitement des pathogènes
Actuellement, les antimicrobiens constituent la principale méthode de traitement des agents pathogènes. Ces médicaments sont spécifiquement conçus pour éliminer les microbes ou empêcher la croissance dans l’environnement hôte. Plusieurs termes peuvent être utilisés pour décrire les médicaments antimicrobiens. Les antibiotiques sont des produits chimiques fabriqués à partir de microbes qui peuvent être utilisés contre d'autres agents pathogènes, tels que la pénicilline et l'érythromycine. Les produits semi-synthétiques sont des antimicrobiens dérivés de bactéries, mais ils sont renforcés pour avoir un effet plus important. Contrairement aux deux premiers, les antimicrobiens synthétiques sont strictement fabriqués en laboratoire pour lutter contre les infections. Chacun de ces trois types d'antimicrobiens peut être classé dans deux groupes suivants: bactéricide et bactériostatique. Les substances bactéricides tuent les micro-organismes tandis que les substances bactériostatiques inhibent la croissance microbienne.
Actuellement, le principal problème des traitements médicamenteux est le développement chez les pathogènes de résistances aux médicaments. De nombreux patients ne prennent pas le traitement antibiotique complet, ce qui conduit à la sélection naturelle de bactéries résistantes. Staphylococcus aureus résistant à la méthicilline ( SARM ) en est un exemple. En raison de la sur-utilisation d'antibiotiques, de nombreuses bactéries ayant développé des mutations génétiques pour lutter contre ces médicaments peuvent y survivre et proliférer dangereusement. Cela réduit progressivement l'efficacité de ces médicaments et rend de nombreux traitements inefficaces.

## Directions futures
Grâce à l'analyse en réseau des interactions hôte-agent pathogène, nous savons que les protéines de l'agent pathogène entraînant un recâblage important de l'interactome de l'hôte ont un impact plus important sur la virulence de l'agent pathogène lors de l'infection. Ces observations suggèrent que les pôles de l'interactome hôte-pathogène devraient être explorés en tant que cibles prometteuses pour la conception de médicaments antimicrobiens. Actuellement, de nombreux scientifiques cherchent à comprendre la variabilité génétique et son rôle dans l’interaction et la variabilité entre agents pathogènes chez l’hôte. Ils visent également à limiter les méthodes de transmission de nombreux agents pathogènes afin d'éviter leur propagation rapide chez les hôtes. Au fur et à mesure que nous en apprenons davantage sur l’interaction hôte-pathogène et sur les facultés de variabilité chez les hôtes, il convient de redéfinir la définition de l’interaction. Casadevall propose de déterminer le pouvoir pathogène en fonction de l'ampleur des dommages causés à l'hôte, en classant les agents pathogènes en différentes catégories en fonction de leur fonctionnement dans l'hôte. Toutefois, pour faire face à l’évolution de l’environnement pathogène, il est nécessaire de découvrir de nouvelles méthodes de traitement efficace contre tous ces microbes devenus résistants aux médicaments.

## Voir également
- Phytobiome